# 1496

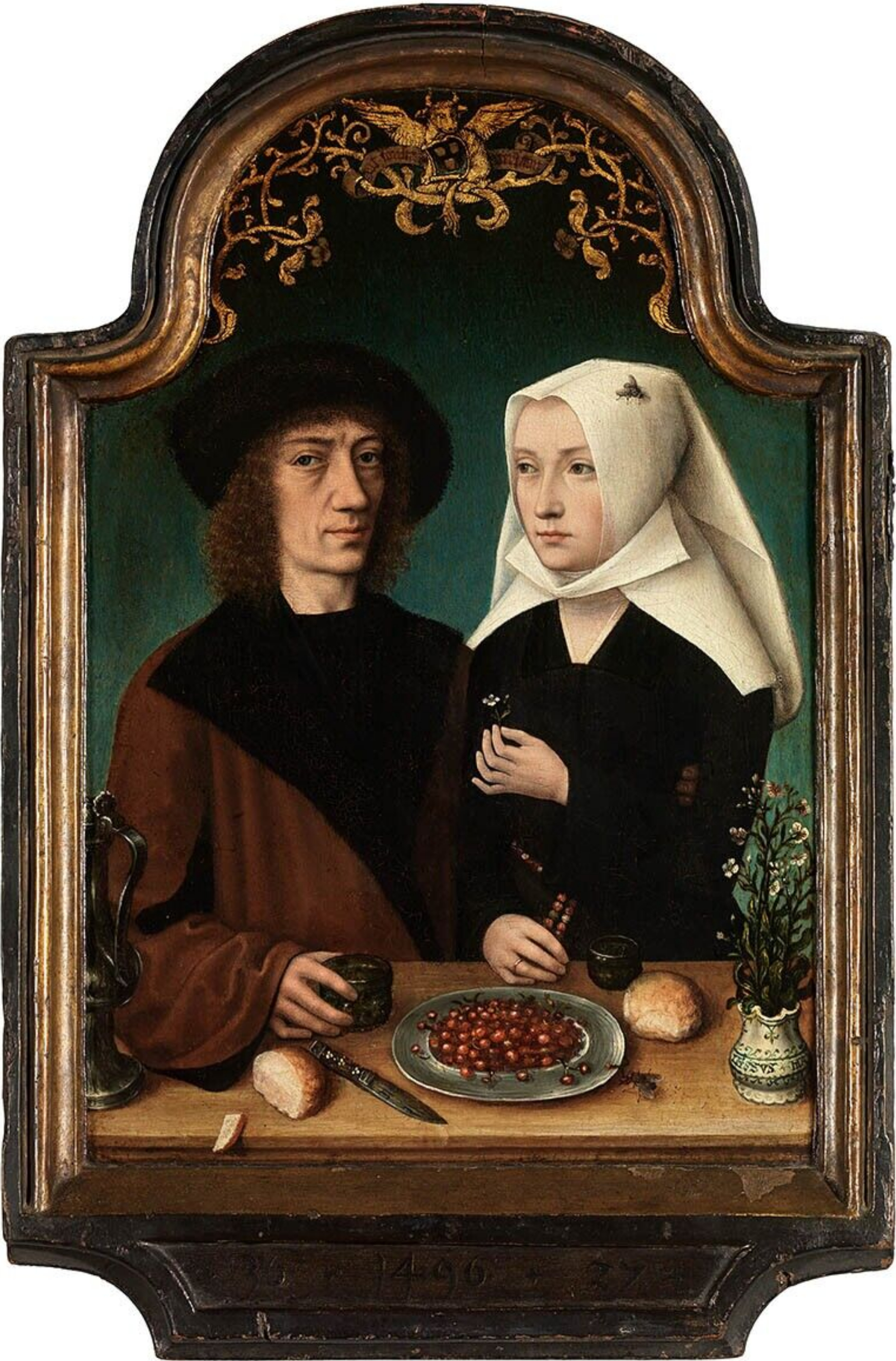
Retrat de l'artista i la seva dona (1496), del mestre de Frankfurt

## Esdeveniments
Països Catalans
Resta del món
- Arribada a Santo Domingo de descobridors espanyols.
- Primera descripció de la planta del tabac.

## Naixements
Països Catalans
Resta del món
- 18 de març, Palau de Richmond, Anglaterra: Maria Tudor, princesa anglesa i reina de França (1514-1515) (m. 1533).[1]

## Necrològiques
Països Catalans
Resta del món